# لاله آزاد
لاله آزاد نام شعری از محمد ابراهیم صفا، شاعر فارسی‌زبان افغانستانی است که سرشناس‌ترین شعر این شاعر شمرده می‌شود. ابراهیم صفا این شعر را در زندان سروده است. شعر لاله آزاد در کتاب‌های درسی ادبیات فارسی هم در ایران و هم در افغانستان گنجانده شده است. به گفتهٔ لطیف ناظمی در نوشته‌ای زیرنام «ابراهیم صفا - شاعر دردآشنا و تلخ‌کام»، «از جایی که در جامعهٔ او تیغ سانسور آخته است و قراولان بر درگاه کمین ساخته، اگر گاهی از بی‌داد هم سخن می‌راند با زبان ابهام است و با نماد و رمز. یکی از همین نمادها، لاله است که در سراسر حوزهٔ شعر او حکم می‌راند. لاله نماد عشق، خون، انقلاب و رستاخیز است و این واژه گاهی به معنای قاموسی خویش و گاهی به معنای رمزی در دستگاه تخیل او راه دارد. شعر لالهٔ آزاد که معروف‌ترین سرودهٔ اوست و سال‌ها شاگردان مدارس در کتاب‌های قرائت فارسی مکاتب کشور، خوانده‌اند و به یاد سپرده‌اند؛ نمونهٔ درخشانی است از باور وی به آزادی و آزادگی.»